# Уй (приток Енисея)
Уй — горно-таёжная река в юго-восточной части Хакасии, левый приток Енисея (Майнское водохранилище). Протекает по территории Бейского района. Длина около 31 км, площадь водосбора 533 км².

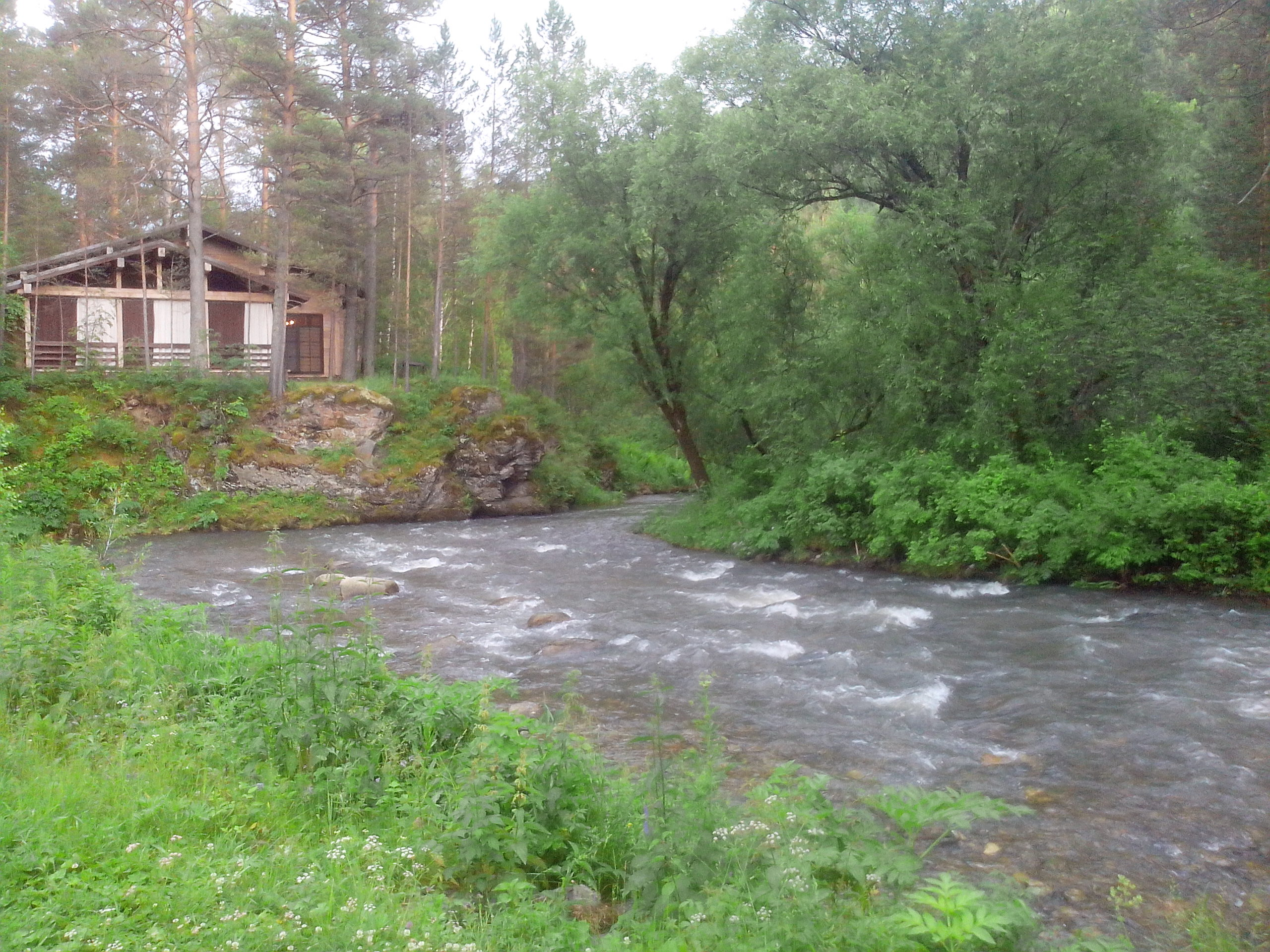

Исток — на восточном склоне Уйского перевала (Западный Саян), устье — в 4 км южнее посёлка Майна. Абсолютная высота истока около 800 м, устья около 320 м.
Река принимает 13 притоков первого порядка, из них 5 левых и 8 правых (наиболее крупные Котуй, Большой Бабик, Селенга). Питание смешанное, в основном за счёт атмосферных осадков и подземных вод с бортов долины. Долина используется в рекреационных целях.
На правом берегу, неподалёку от места впадения в Енисей, расположен храм в честь Семи отроков Эфесских. Храм построен в память 75-ти сотрудников Саяно-Шушенской ГЭС, трагически погибших в результате аварии 17 августа 2009 года.

## Данные водного реестра
По данным государственного водного реестра России относится к Енисейскому бассейновому округу. Речной бассейн реки — Енисей, речной подбассейн реки — Енисей между слиянием Большого и Малого Енисея и впадением Ангары, водохозяйственный участок реки — Енисей от Саяно-Шушенского гидроузла до впадения реки Абакан.